# Trichorhina atlasi
Trichorhina atlasi är en kräftdjursart som beskrevs av Albert Vandel 1959D. Trichorhina atlasi ingår i släktet Trichorhina och familjen myrbogråsuggor. Inga underarter finns listade i Catalogue of Life.